# Stephan Mølvig
Stephan Mølvig (født 13. februar 1979 i Odense) er en dansk tidligere letvægtsroer, der er kendt fra "Guldfireren", hvor han har været med til at vinde OL-guld i 2004 og to VM-guld i 2002 og 2003.
Kort før VM i 2002 erstattede Mølvig Søren Madsen, der havde rygproblemer, i båden, der derudover bestod af Eskild Ebbesen, Thomas Ebert og Thor Kristensen. Denne besætning vandt de tre guldmedaljer, som Mølvig har. Inden OL var der noget usikkerhed om hans plads, og Bo Brask Helleberg var en overgang på tale i båden på Mølvigs plads, men i den sidste ende valgte Bent Jensen, der var landstræner, at holde sig til den konstellation, der havde fungeret de foregående år, og det viste sig også at give fuld gevinst ved OL. Inden indledning på 2005-sæsonen valgte Mølvig så at indstille karrieren som eliteroer for at satse på sin civile karriere.
Siden afslutningen på sin aktive karriere har Mølvig blandt andet været rotræner på Færøerne. Han har også studeret agronomi og har en bachelorgrad i dette fag.